# Albert Pilát

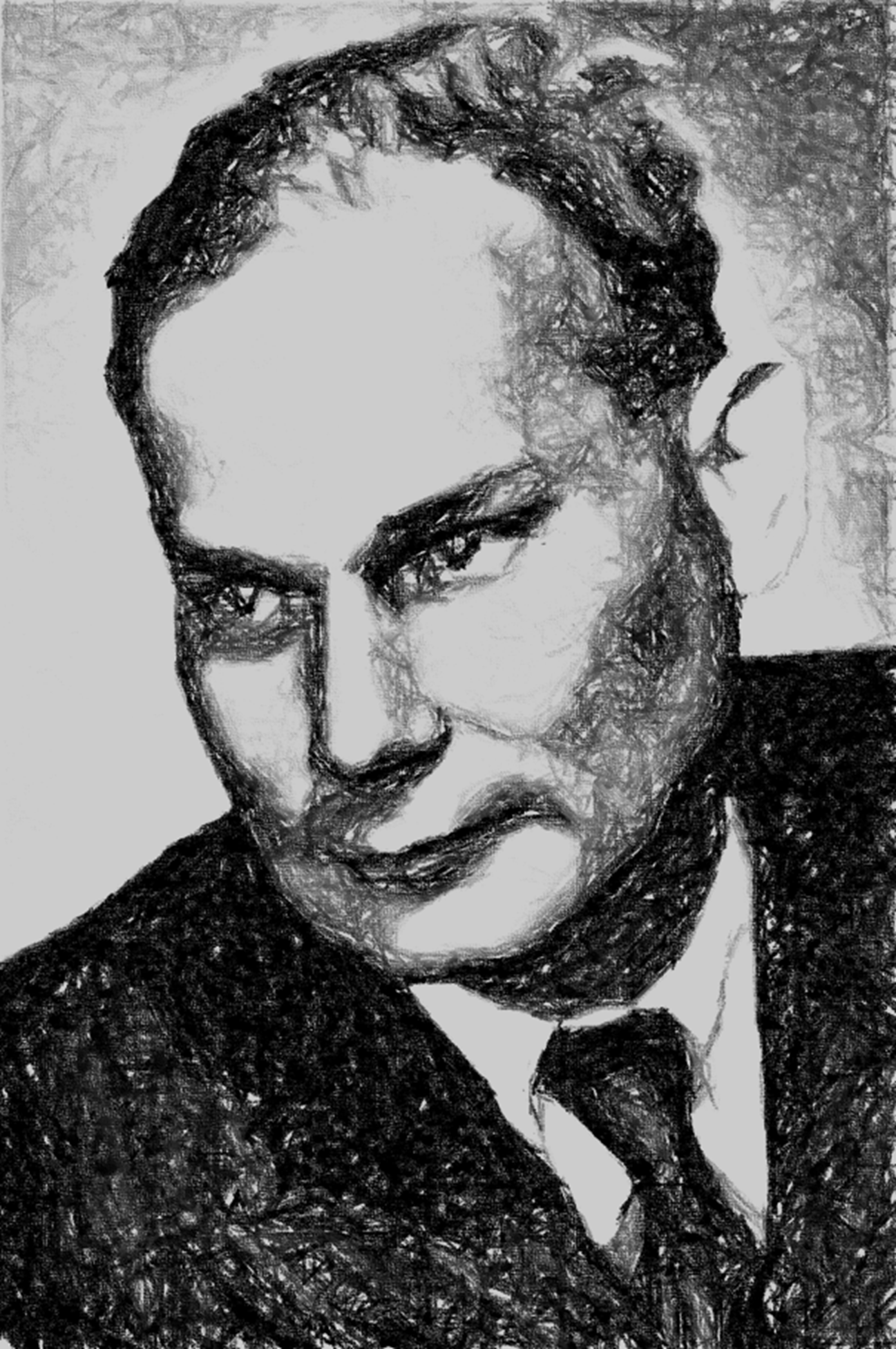
Albert Pilát

Albert Pilát (* 2. November 1903 in Prag; † 29. Mai 1974 ebenda) war ein tschechischer Mykologe, der bedeutende Beiträge zu Porlingen und Bauchpilzen lieferte. Sein offizielles botanisches Autorenkürzel lautet „Pilát“.

## Leben
Pilát studierte in Prag bei Josef Velenovský, von dem er zur Mykologie geführt wurde. Bereits vor seiner Promotion veröffentlichte er monografische Studien über bestimmte Porlinge (Cyphellaceae) und Krustenpilze (Stereaceae). Seit 1930 war er Mitarbeiter der botanischen Abteilung des Prager Nationalmuseums und von 1948 bis 1974 Leiter der dortigen mykologischen Sektion.
Seit 1930 veröffentlichte er zahlreiche Monografien über verschiedene Pilzgruppen. 1958 erschien in der „Flora ČSR“ unter seiner Federführung der international beachtete Band über Gasteromyceten. Er war lange Zeit der Chefredakteur der Fachzeitschrift „Česka Mykologie“.
Zahlreiche Arten erhielten ihren wissenschaftlichen Name von ihm, z. B.
- Polsterförmiger Feuerschwamm (Phellinus punctatus) (Fr.) Pilát
- Cyphella cejpii Pilát

## Ausgewählte Werke
Die Zahl der Publikationen von Albert Pilát beträgt etwa 580, die meisten davon in tschechischen, viele aber auch in internationalen Fachzeitschriften. Es folgt eine kleine Auswahl seines Werkes:
- 1935: Atlas des champignons de l’Europe: Pleurotus Fries (Monografie der Gattung Pleurotus)
- 1933–1942: Atlas des champignons de l’Europe: Polyporaceae (Monografie der Polyporaceae)
- 1969: Houby Československa ve svém zivotním prostredí (Pilze der Tschechoslowakei in ihrer Umwelt)